# 烏土塚古墳
烏土塚古墳（うどづかこふん）は、奈良県生駒郡平群町春日丘にある古墳。形状は前方後円墳。国の史跡に指定されている。

## 概要
奈良県西部、信貴山東麓の平群谷において、竜田川西岸の独立丘陵上に築造された古墳である。1969年（昭和44年）に発掘調査が実施されている。
墳丘は前方後円形で、墳丘主軸を南北方向として前方部を北方向に向ける。墳丘は1段築成。墳丘長は60.5メートルを測り、平群谷では最大規模になる。墳丘外表で葺石は認められていないが、円筒埴輪列が認められている。また墳丘周囲には周溝（幅約2メートル）が認められる。埋葬施設は後円部における両袖式の横穴式石室で、巨石を用いて構築され、南方向に開口する。石室内では玄室に組合式家形石棺1基、羨道に組合式石棺（家形石棺か）1基を据え、付近から多数の副葬品・形象埴輪が検出されている。
築造時期は、古墳時代後期の6世紀中葉頃と推定される。被葬者は明らかでなく、平群氏との関連性を指摘する説が挙げられている。ただし当該時期の平群氏には目立った活躍が見られない点が注意される。
古墳域は1971年（昭和46年）に国の史跡に指定されている。

## 遺跡歴
- 1969年（昭和44年）、発掘調査[2]（奈良県教育委員会、1972年に報告）。
- 1971年（昭和46年）7月30日、国の史跡に指定[4]。

## 墳丘
墳丘の規模は次の通り。
- 墳丘長：60.5メートル
- 後円部
  - 直径：35.3メートル
  - 高さ：6メートル
- 前方部
  - 幅：31メートル
  - 高さ：約6メートル

墳丘封土は版築的手法の盛土による。

## 埋葬施設

石室俯瞰図

石室展開図

埋葬施設としては後円部において両袖式横穴式石室が構築されており、南方向に開口する。石室の規模は次の通り。
- 石室全長：14.2メートル
- 玄室：長さ6メートル、奥幅2.8メートル、高さ4.3メートル
- 羨道：長さ8.2メートル、入口幅1.6メートル、高さ2メートル

石室は巨石を使用した奈良県内でも屈指の規模のもので、幅に比べて天井が非常に高い形態になる。石材は西方の平群石床神社（平群町越木塚）付近のものとされる。奥壁・前壁は垂直に、側壁はやや持ち送って積むことで構築され、羨道下には暗渠の排水溝が設けられている。石室の構造としては越塚古墳（桜井市）とはほぼ同一設計になるとして注目される。
石室内では、玄室奥壁寄りに組合式家形石棺1基、羨道部に組合式石棺（家形石棺か）1基を据え、付近から多数の副葬品が検出されている。玄室棺は二上山白色凝灰岩製で、蓋石を欠失するが、棺身東側石に斜格子の装飾文様が施される点で注目される。羨道棺も二上山白色凝灰岩製で、連接した石材3枚が棺底石として遺存する。

参考：越塚古墳石室俯瞰図
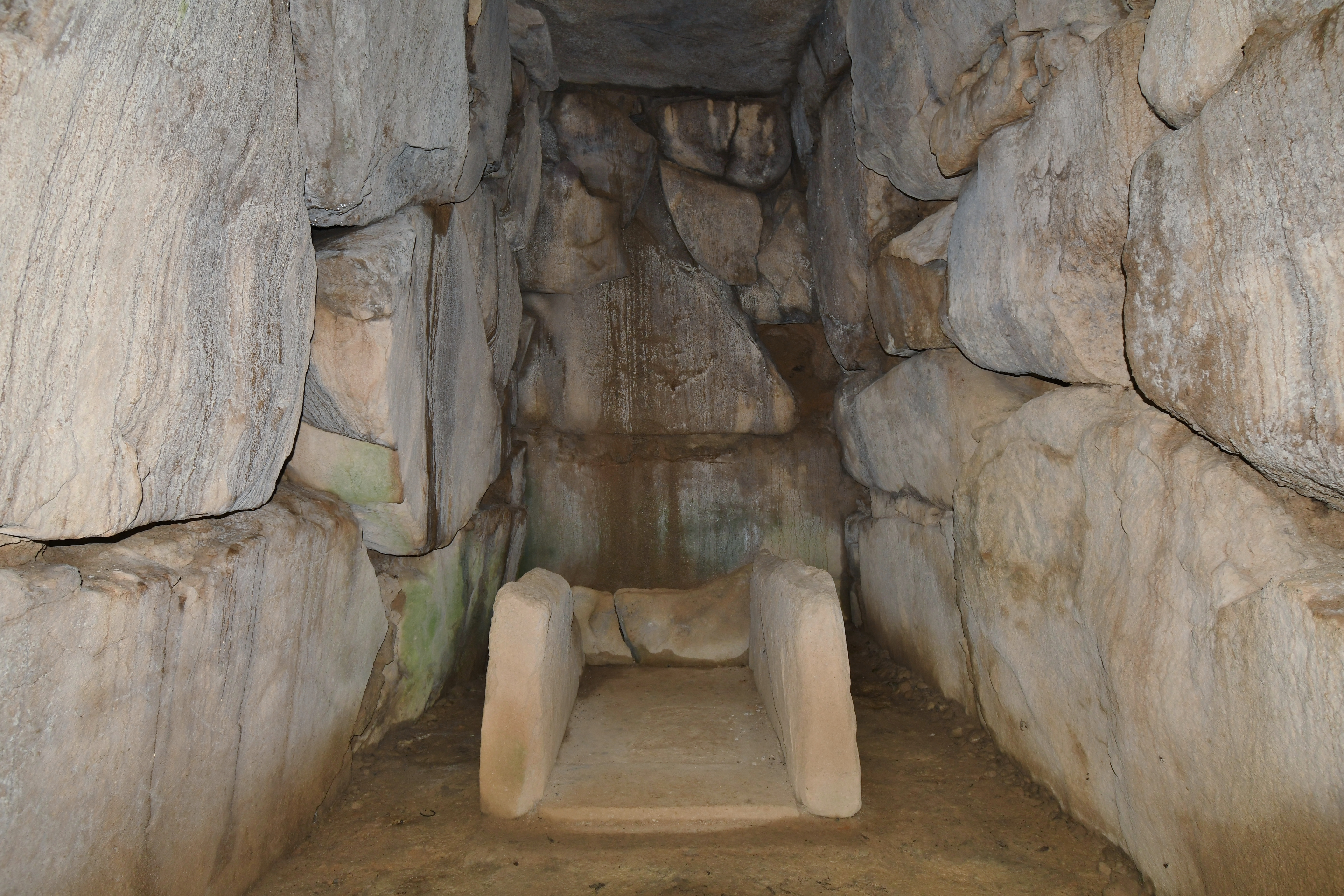
玄室（奥壁方向）
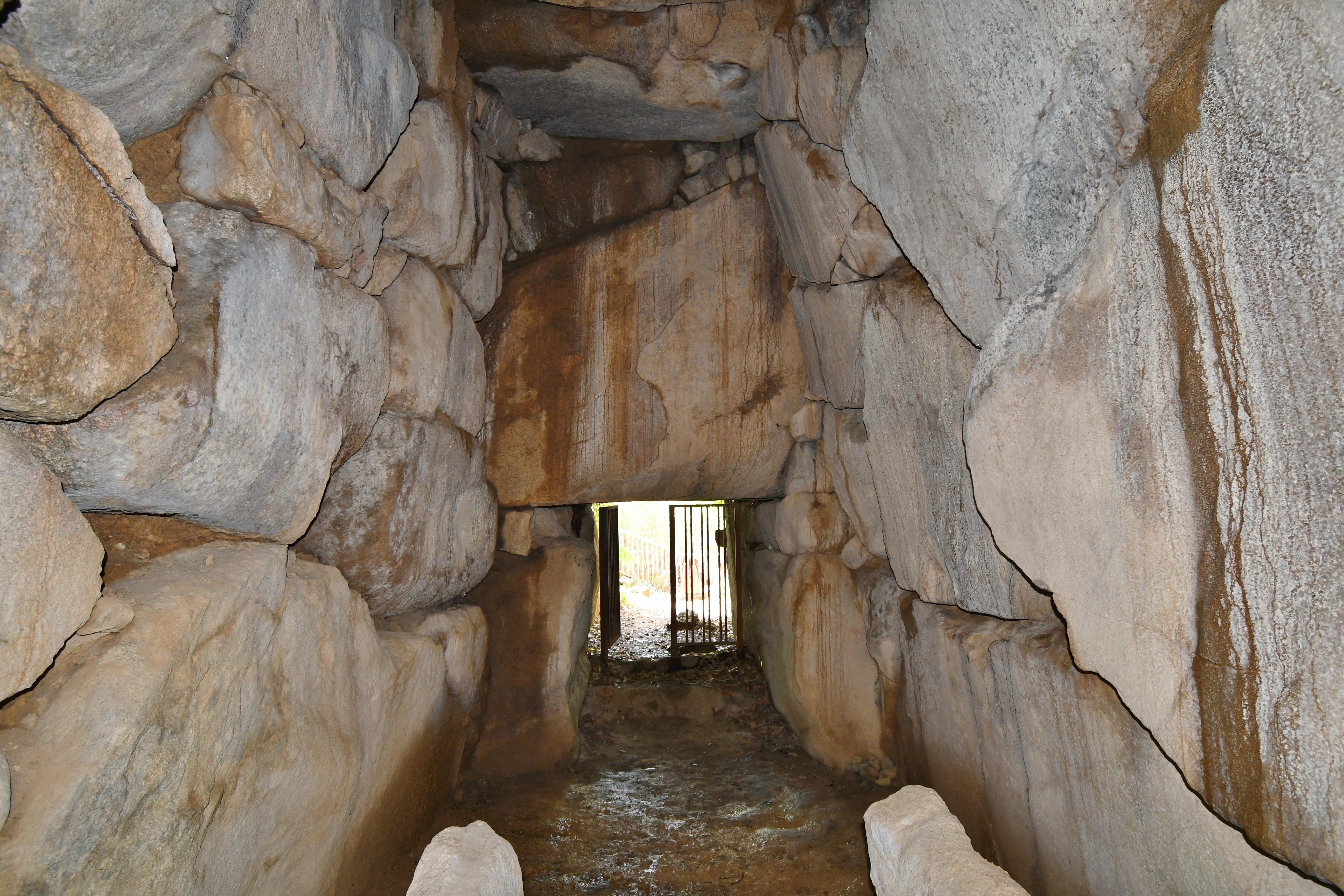
玄室（開口部方向）
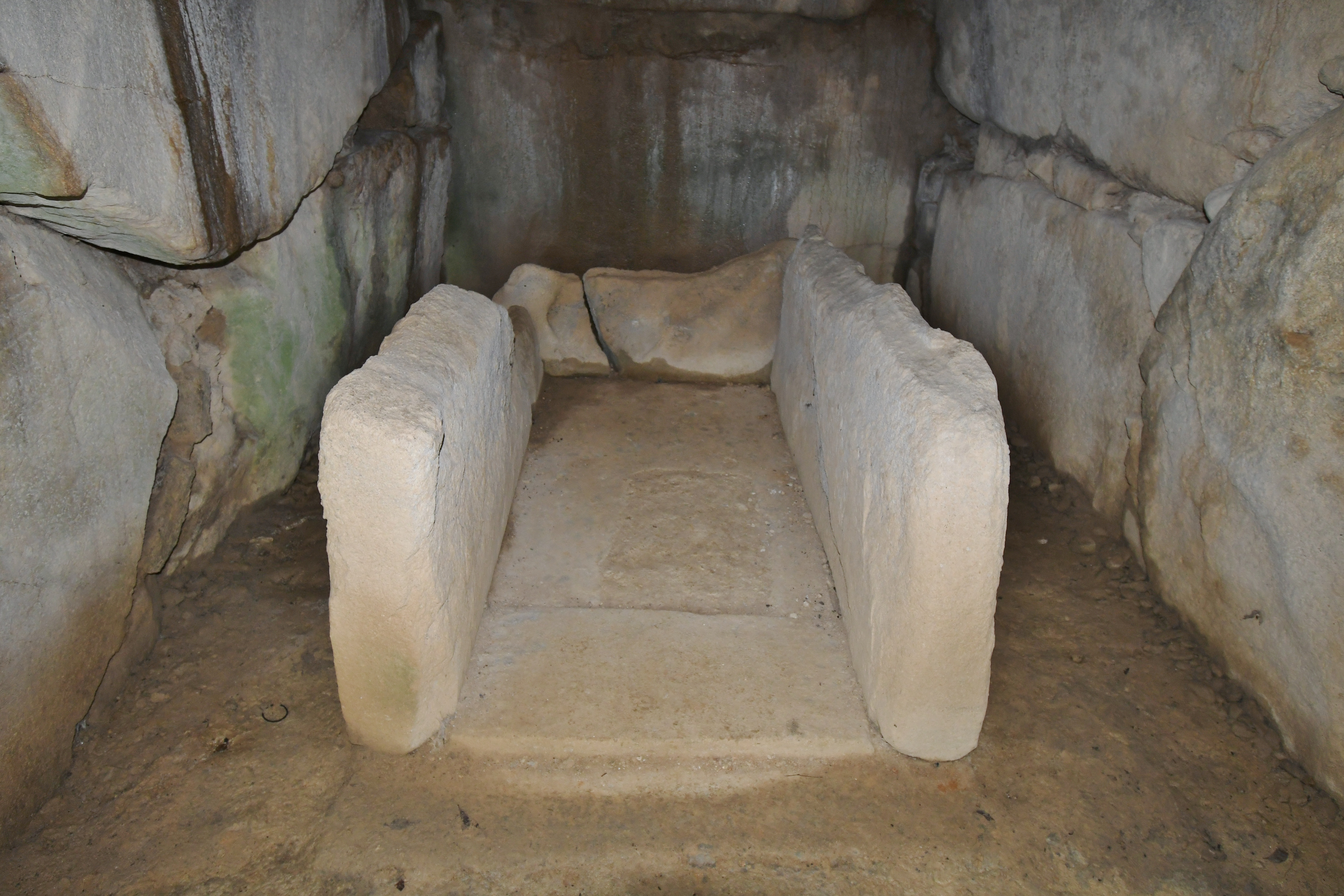
玄室の石棺
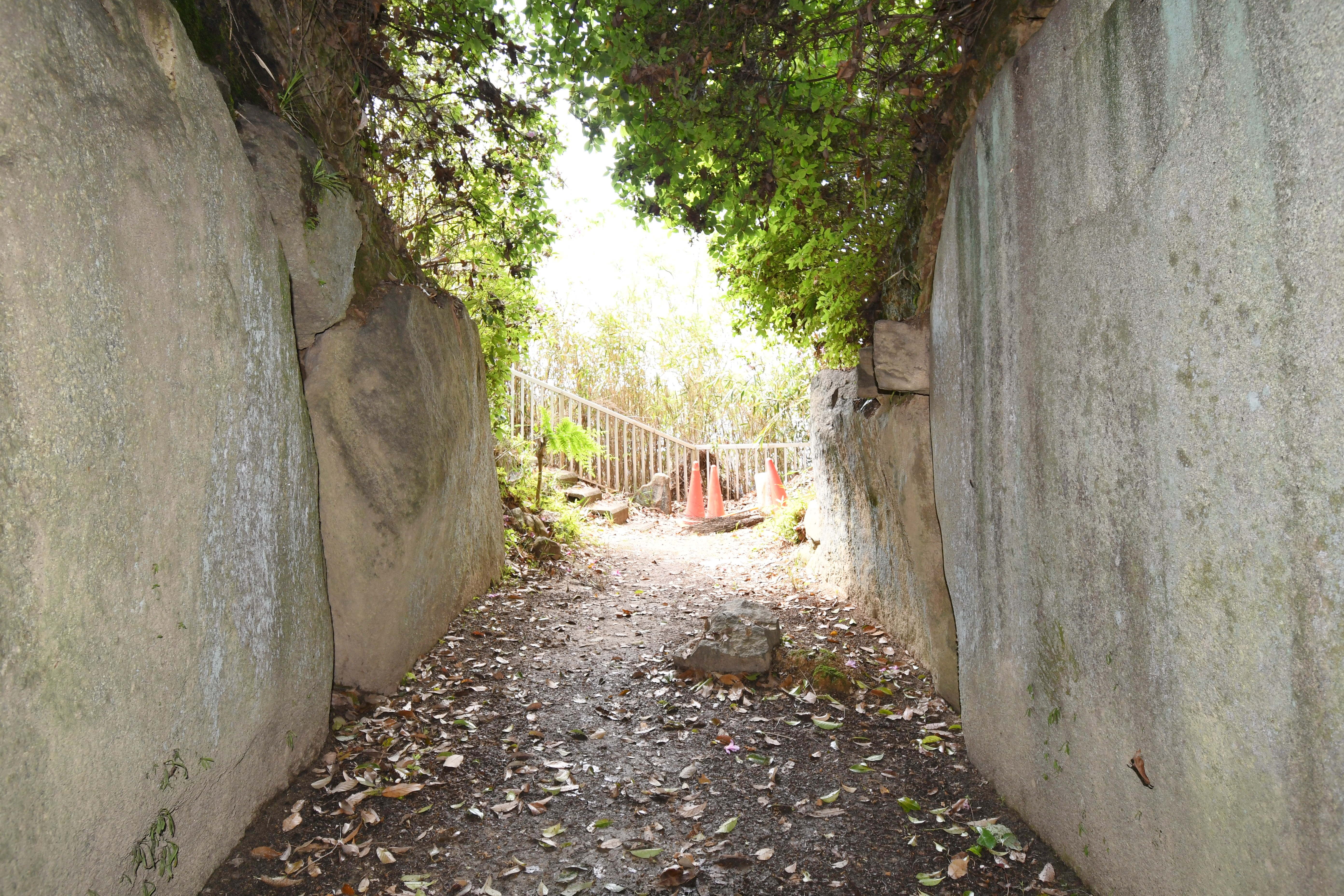
羨道（開口部方向）
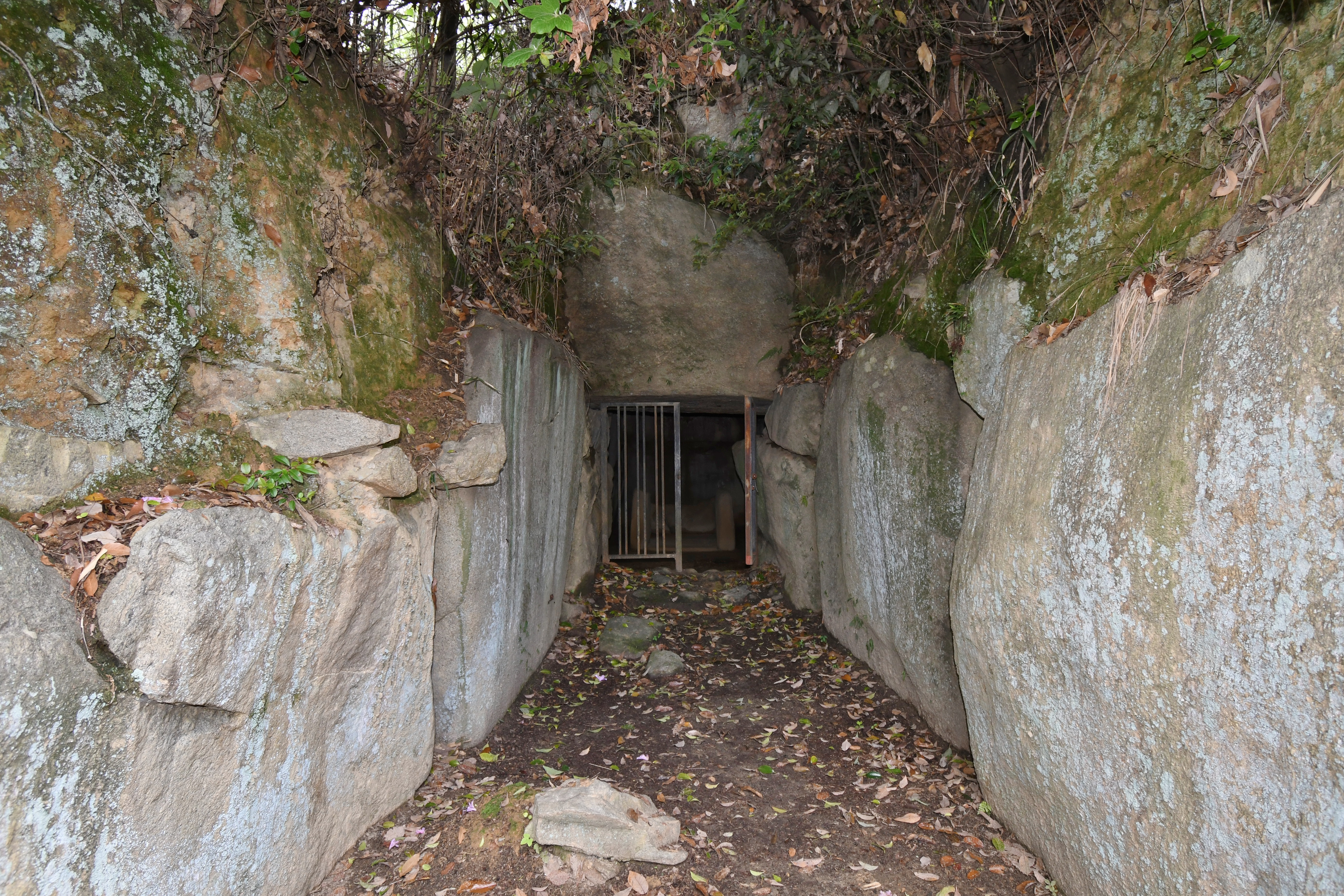
羨道（玄室方向）

## 出土品
石室から検出された主な副葬品は次の通り。
- 鏡
- ガラス製小玉
- 耳環
- 鉄刀
- 鉄鉾
- 鉄鏃
- 木製弓片
- 刀子
- 鉄鋸
- 鉇
- 金銅製馬具
- 鉄製馬具
- 須恵器 - 蓋、高坏、𤭯、台付長頸壺、坩。
- 土師器 - 台付壺、高坏、坩。

また羨道部から前庭部にかけて、形象埴輪（人物形・家形埴輪など）が検出されている。

## 文化財

### 国の史跡
- 烏土塚古墳 - 1971年（昭和46年）7月30日指定[4]。

## 現地情報
所在地
- 奈良県生駒郡平群町春日丘1丁目4

交通アクセス
- 鉄道：近畿日本鉄道（近鉄）生駒線 竜田川駅（徒歩約5分）[7]

関連施設
- 奈良県立橿原考古学研究所附属博物館（橿原市畝傍町） - 烏土塚古墳の出土品を保管・展示。

## 関連文献
（記事執筆に使用していない関連文献）
- 『烏土塚古墳』奈良県教育委員会〈奈良県史跡名勝天然記念物調査報告第27冊〉、1972年。